# 半生の記 (松本清張)
『半生の記』（はんせいのき）は、松本清張による自伝的作品。『文藝』（1963年8月号 - 1965年1月号）に「回想的自叙伝」のタイトルで連載され、改稿・改題の上、1966年10月に河出書房新社から単行本が刊行された。1977年5月、河出書房新社から3章を追加した増補版が刊行された。

## 内容
最初の単行本や新潮文庫版および『松本清張全集 第34巻』収録版では、父・峯太郎の出身から筆を起こし、下関での幼年期、小倉に移ってからの、川北電気小倉出張所での給仕、高崎印刷所などでの石板職人、広告版下描きとしての契約から始まった朝日新聞西部支社勤務、朝鮮での兵役を経て、戦後の箒の卸売のアルバイト、1950年頃までの、父母・祖母・妻子との生活が描かれている。
「回想的自叙伝」連載時から単行本化時に大幅な改稿が行われた。「回想的自叙伝」の最終章は「点綴」と題され九つのエピソードが語られていたが、全文削除された。「あとがき」は単行本化時に追加された。
1977年に河出書房新社から刊行された「増補版」では、「あとがき」が省かれ、「立ち読み」「内職文筆業」「母の故郷」の3章が追加されている。この3章は『読売新聞』夕刊（1976年7月1日付 - 7月9日付）に連載した文章の抜粋となっている。

## 書誌情報
- 以下は末尾に「あとがき」が付されている。
  - 『半生の記』（1966年10月15日、河出書房新社）
  - 『半生の記』（1970年6月25日、新潮文庫）
  - 『松本清張全集 第34巻』（1974年2月20日、文藝春秋）
- 以下は末尾の「あとがき」が省かれ「立ち読み」「内職文筆業」「母の故郷」の3章が追加されている。
  - 『増補版 半生の記』（1977年5月25日、河出書房新社）
  - 『半生の記 大活字本』（1991年10月10日、埼玉福祉会）
  - 『新装版 半生の記』（1992年9月30日、河出書房新社）

## 執筆に関して
「回想的自叙伝」連載時の担当編集者であった寺田博は、「『象徴の設計』が終わったら、今度は何か全然違うものをもらわないと引き下がれないという気持ちになりましてね。終わりかけた頃から「先生、自伝を書いてください」と言っていたのです」「とにかく、一度だけじゃなくて何度も断られたのを、しつこく何度も食い下がりました。『象徴の設計』が終わって、行く用がなくなってしまったんだけれども、担当している間に、日曜日は外国人の先生を呼んで英語を勉強していて、絶対に仕事はしないと聞かされていましたので、なんとか「書くよ」という返事をいただくところまで追い込むために、英語の時間が終わるのを応接室で待っていました」と述べている。
文藝春秋で清張の担当編集者であった藤井康栄は、著者が本作について「ある時ぽつりと「あんなもの書かなければよかった…」とつぶやいた」ことを回顧し、「本にまとめるに際して（「濁った暗い半生」という）テーマにそってしぼりこんだ結果の削除に相違ない」が「テーマをしぼりすぎて、「自叙伝のようなもの」が「半自叙伝」として固まってしまった結果の困惑」と推測している。本作に書かれていない、英語の学習などでの清張の積極性を補足し「作家を一元的に理解することは慎まなければいけないと思うようになった」と述べている。また、愛読した作家についての記述（柳田國男、井伏鱒二、感心して読んだ太宰治、三島由紀夫等）が全篇にわたって削除されていることについて「勿体ない気がする」と述べている。

## ゆかりの場所

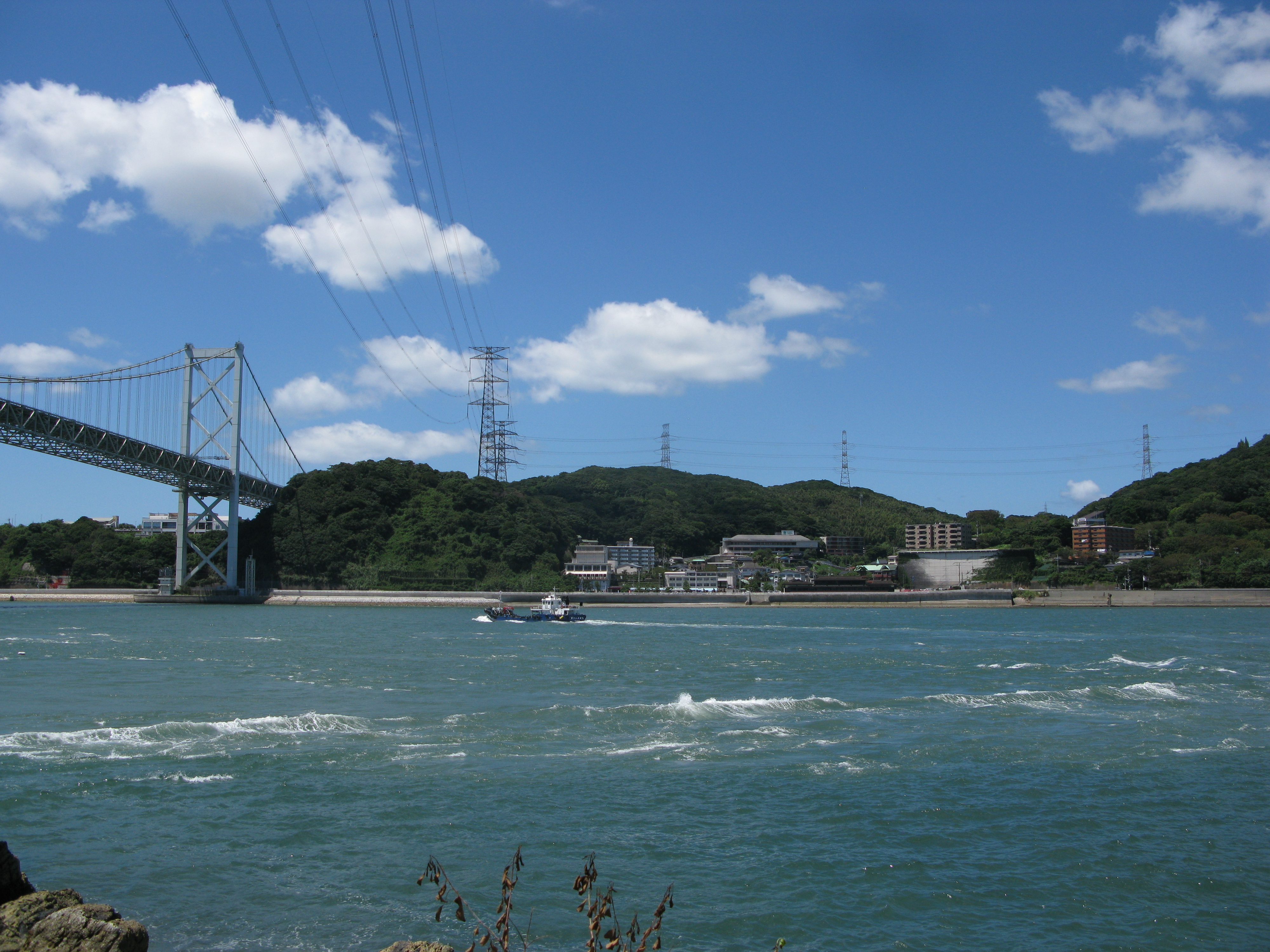
関門海峡越しに望む旧壇ノ浦（現在のみもすそ川公園付近）に、1歳の清張が下関市内で最初に住んだ街道沿いの家があった。「裏はすぐ海になっているので、家の裏の半分は石垣からはみ出て海に打った杭の上に載っていた」（「父の故郷」）。
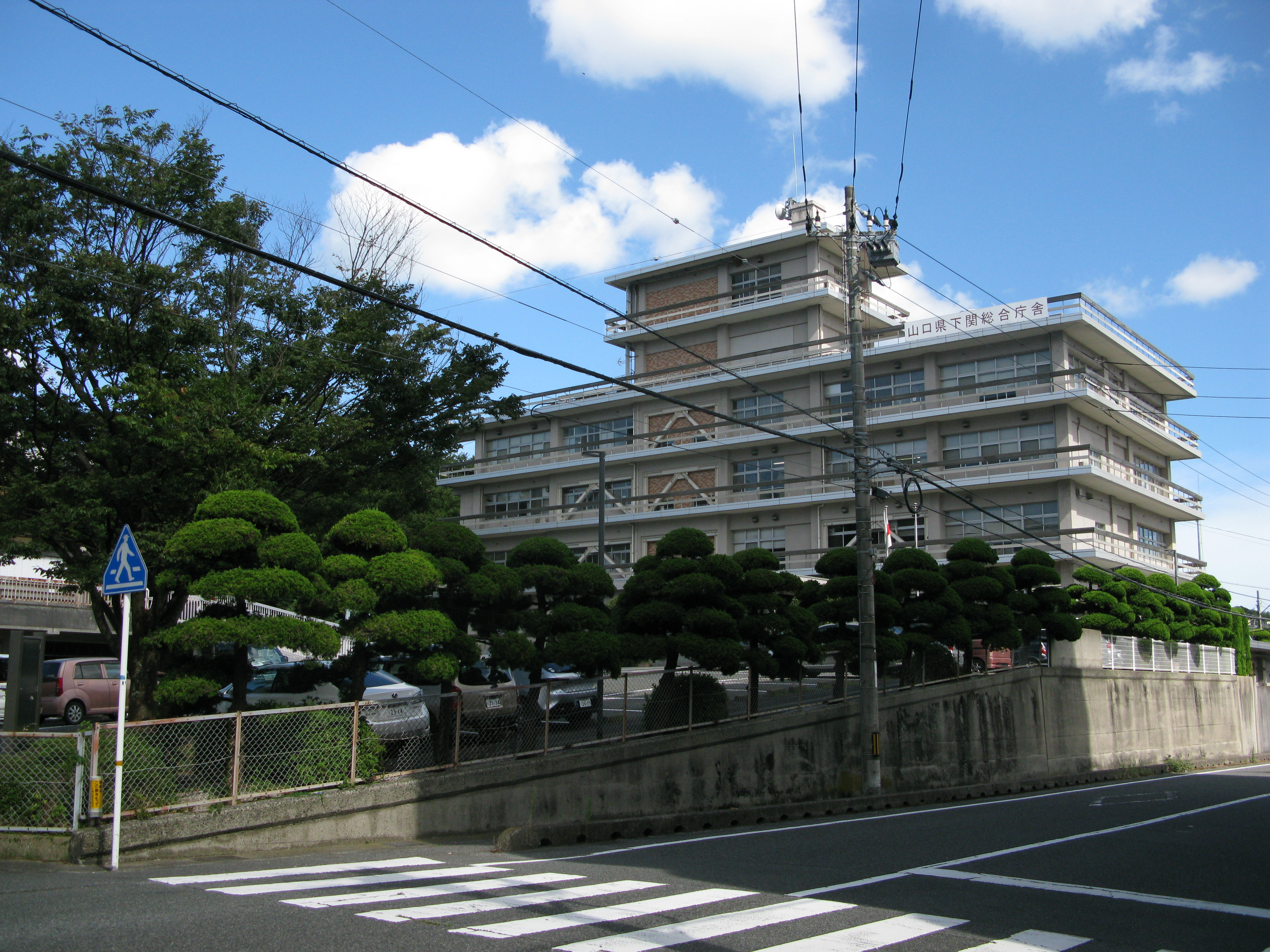
「法律の知識が少しある」父が「よく出入りをした」裁判所は、現在の山口県下関総合庁舎に所在（「白い絵本」）。
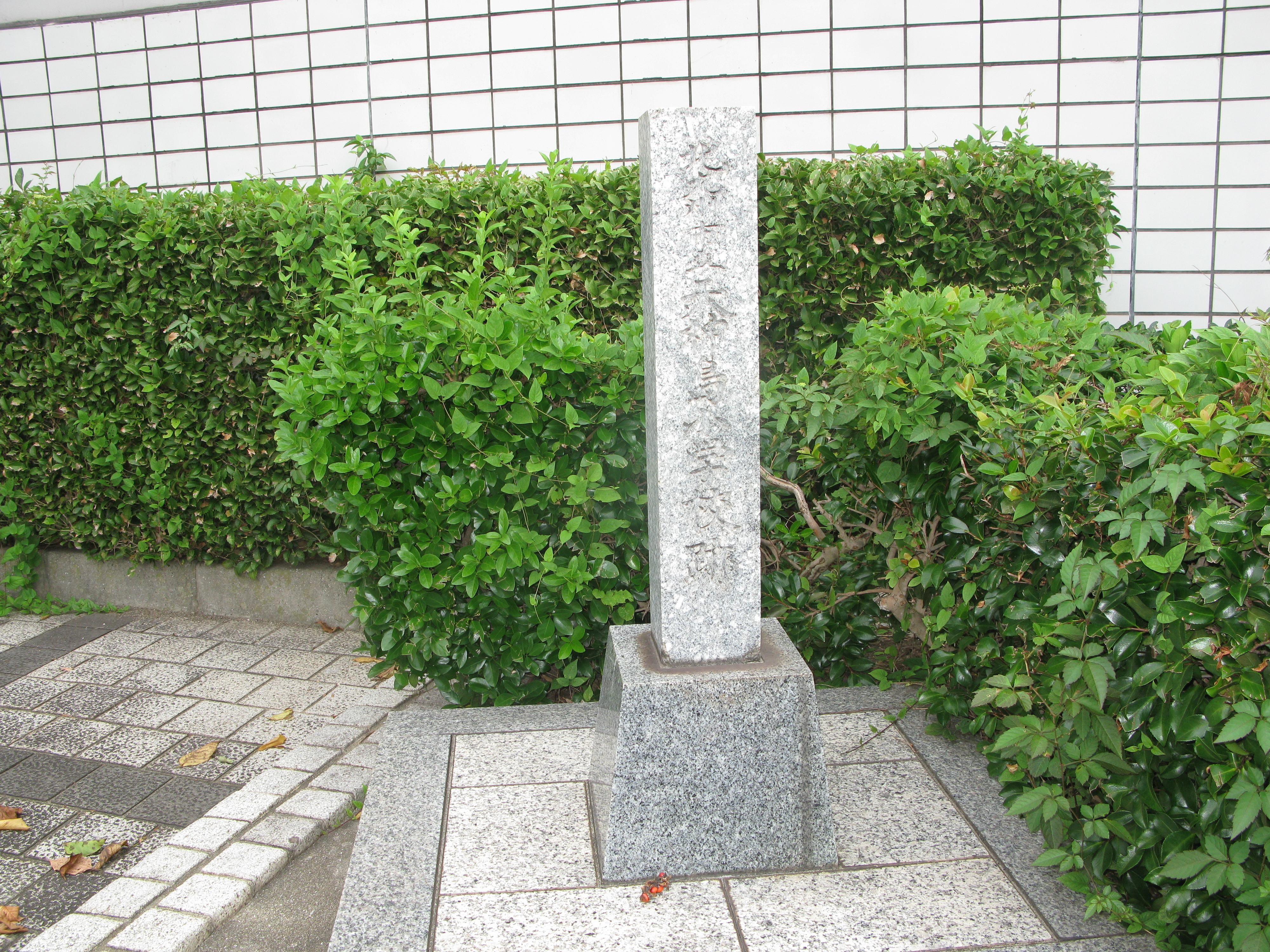
古船場町1番地にある北九州市立天神橋小学校跡。「私は、小学校を変り、天神島小学校の五年生だった」（「臭う町」）。
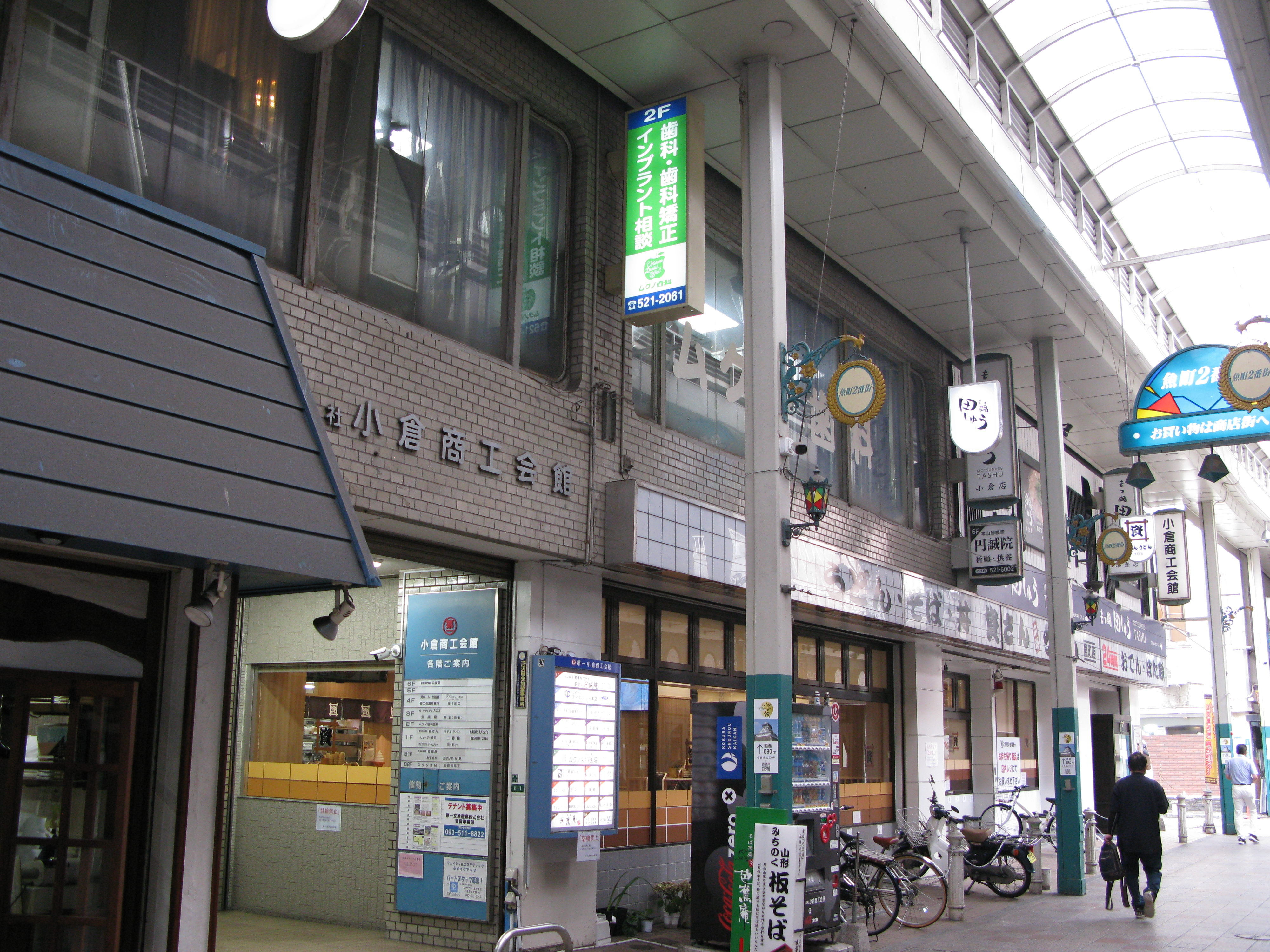
「近くに兵庫屋という百貨店まがいの店があって、そこの下足番に雇われたりしていた」（「臭う町」）。兵庫屋は、魚町2丁目6番地、現在の第一小倉商工会館ビルに所在。
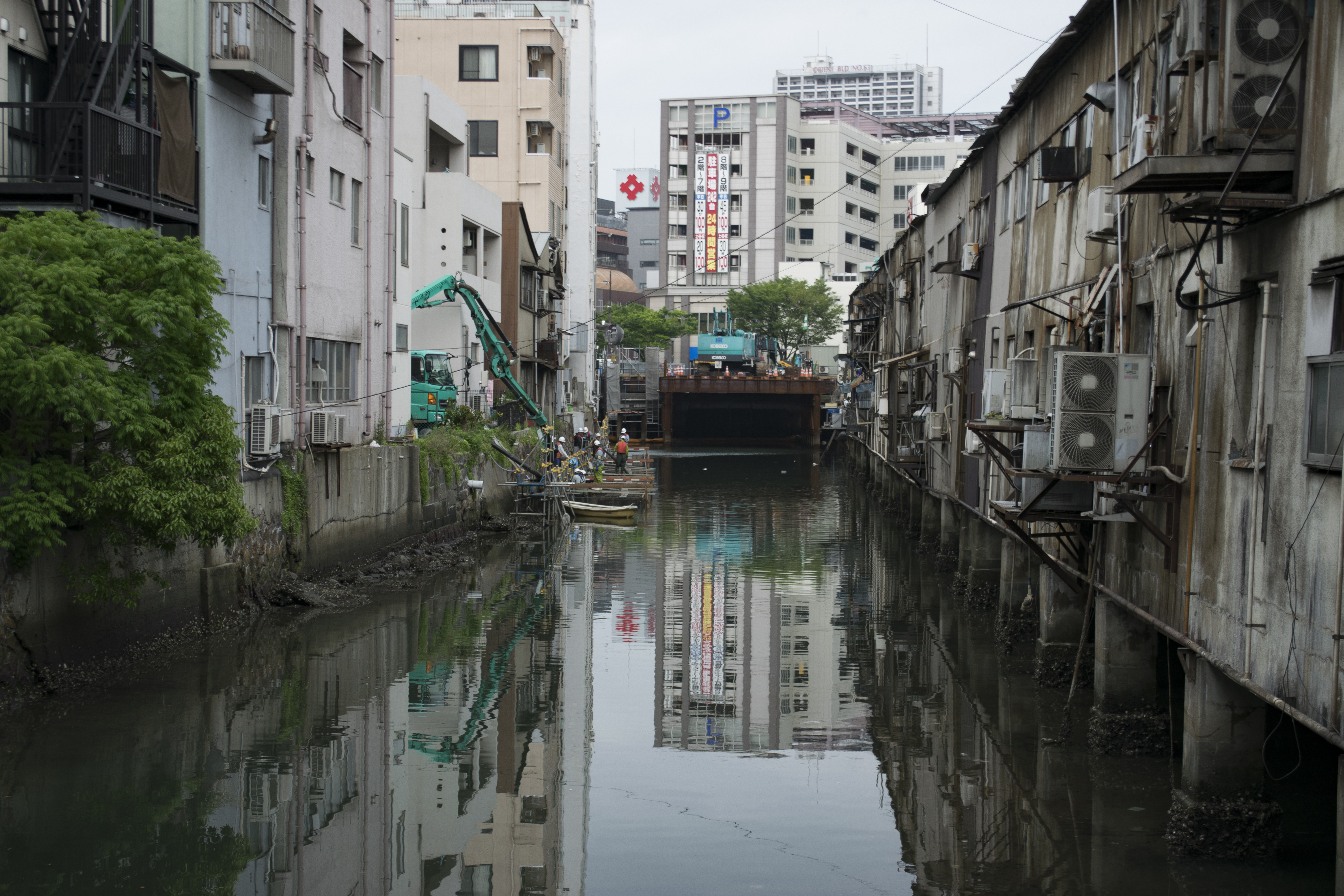
「その風呂屋のある市場に近い旦過橋（写真奥の橋）を渡ると、角に古本屋があった」（「臭う町」）。
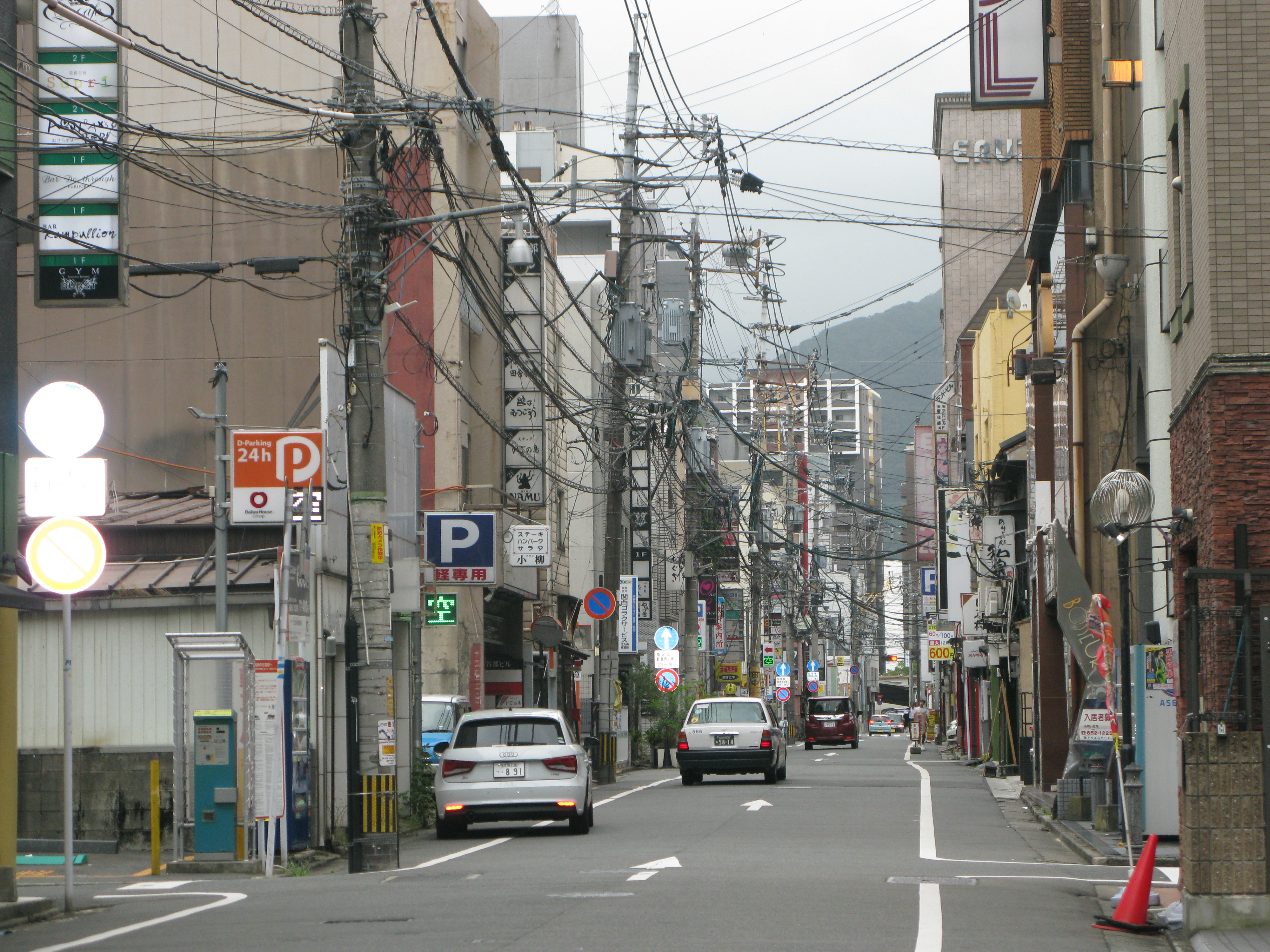
「前に住んでいた亀井風呂の近くの紺屋町というところに、小さな飲食店を出すようになった」（「臭う町」）。
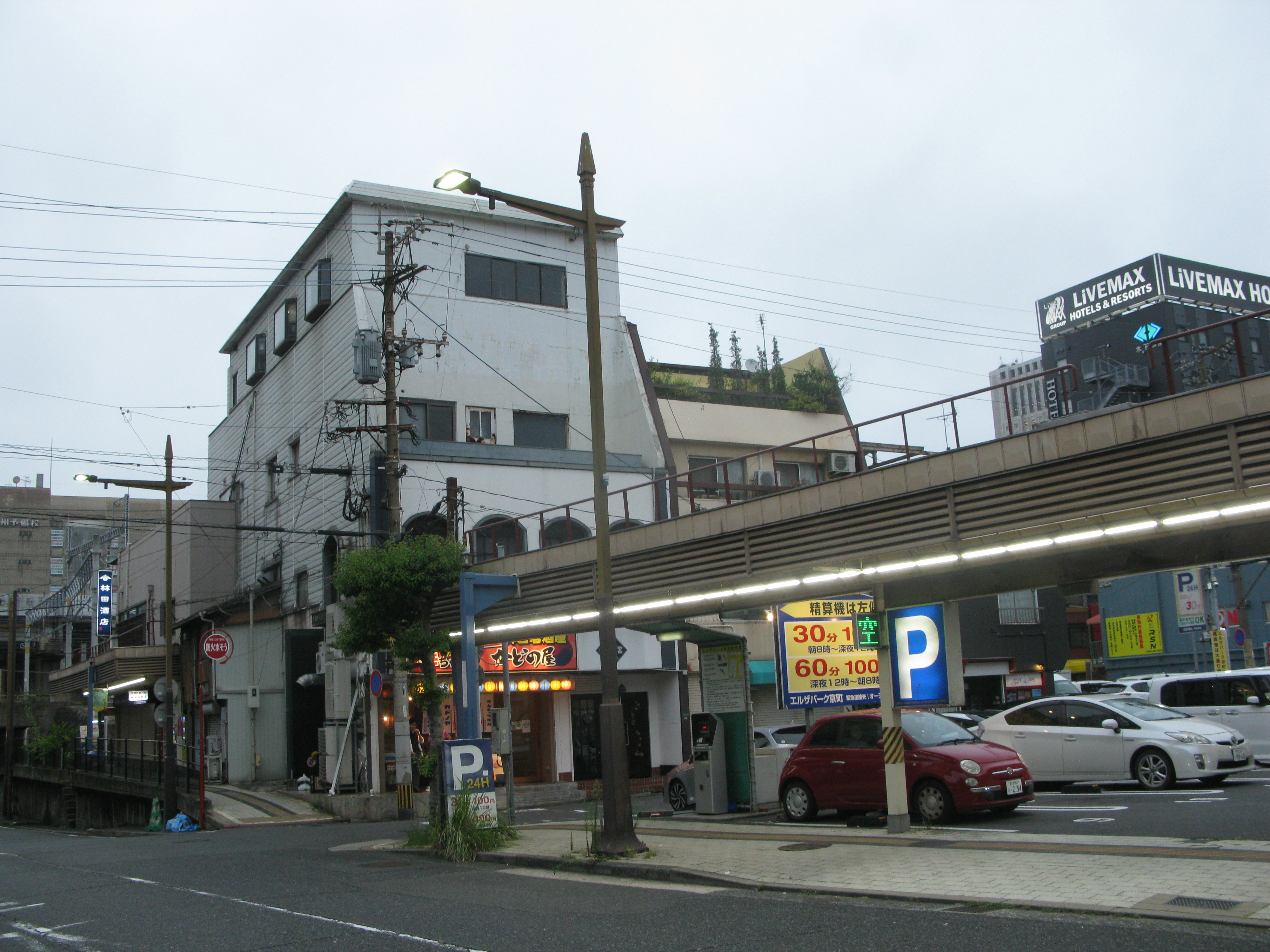
「それが大阪に本社を持つ川北電機株式会社というのだった。その出張所は花街の近くにあった」（「途上」）。花街は船頭町のソープランド街を指す。
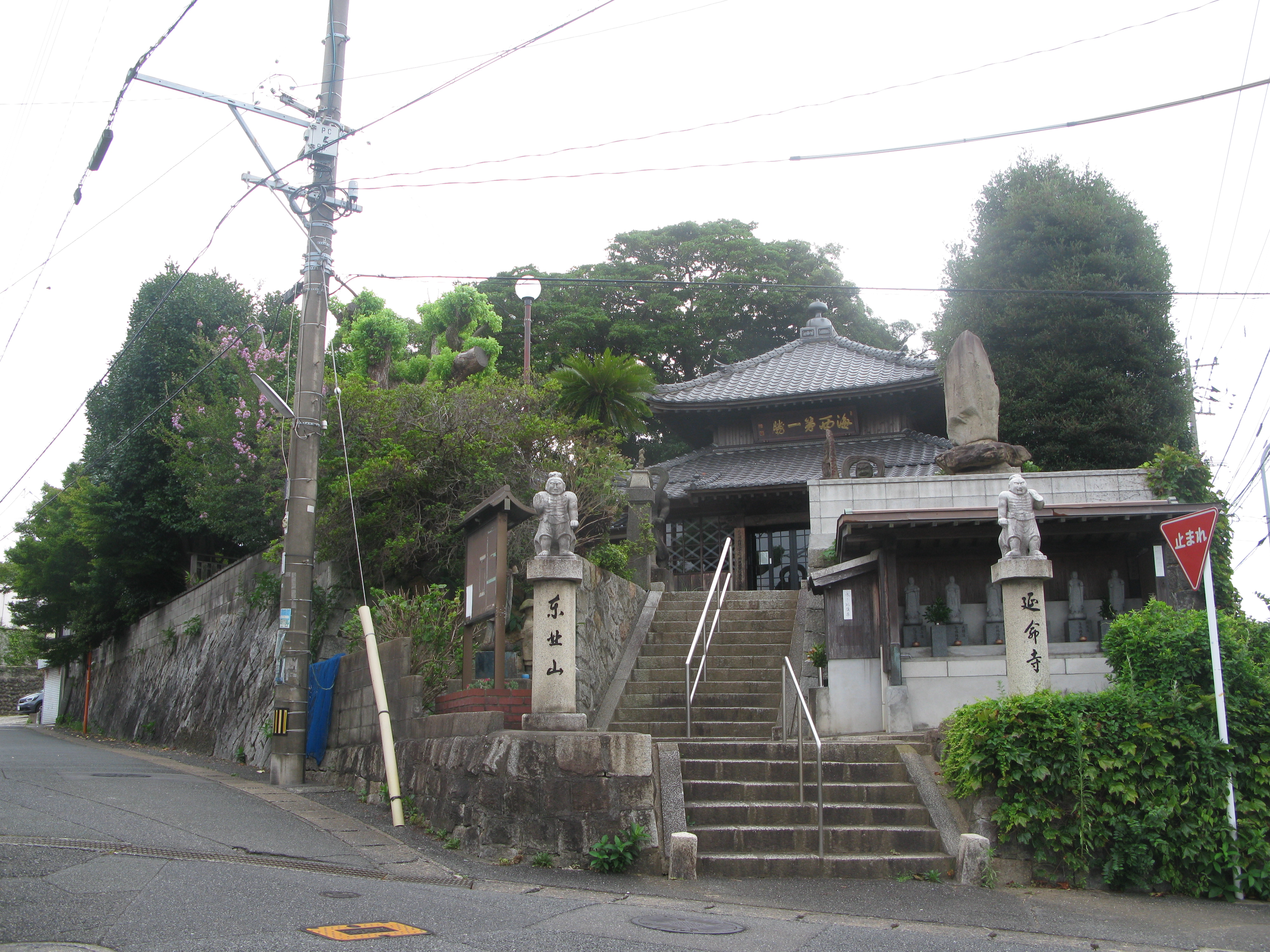
「ある日、作品の発表会をやろうということになり、われわれは小倉郊外の延命寺という宮本武蔵の碑のある（当時。現在は手向山公園にある）近くの茶店に集合した」（「途上」）。
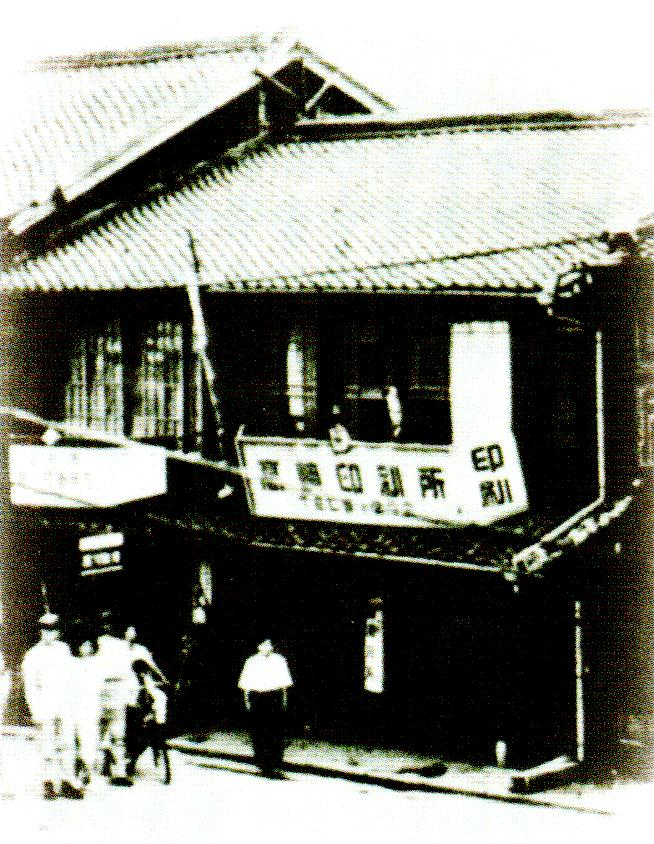
「私は高崎印刷所の見習職人となった」（「見習い時代」）。
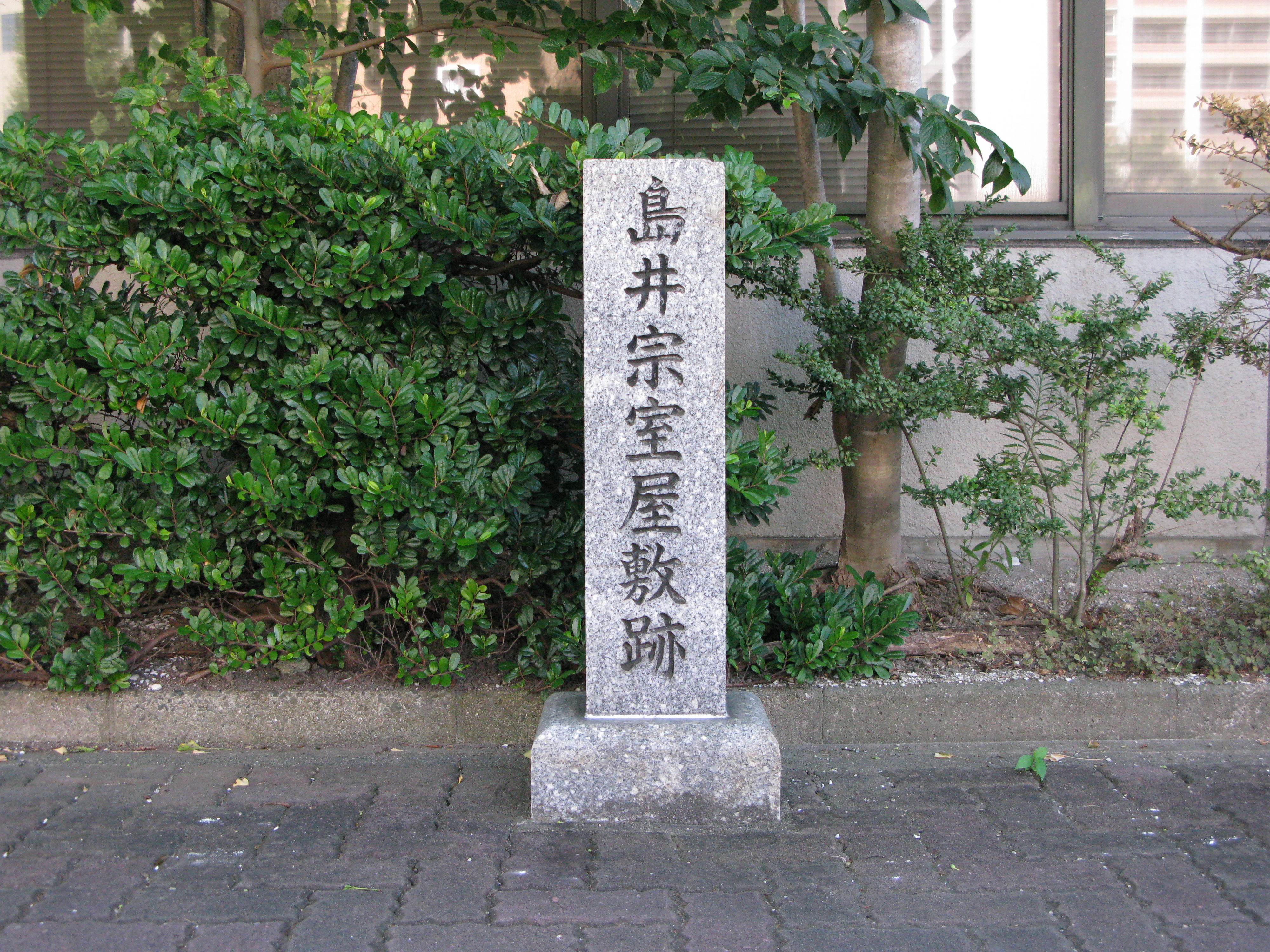
「小倉の小さな印刷所にいては私の腕は上らないので、その頃、九州で一ばん大きい博多の島井オフセット印刷所に移った」（「見習い時代」）。清張の勤務した嶋井精華堂印刷所は島井宗室の末裔が経営し、現在は島井宗室の石碑が残る。
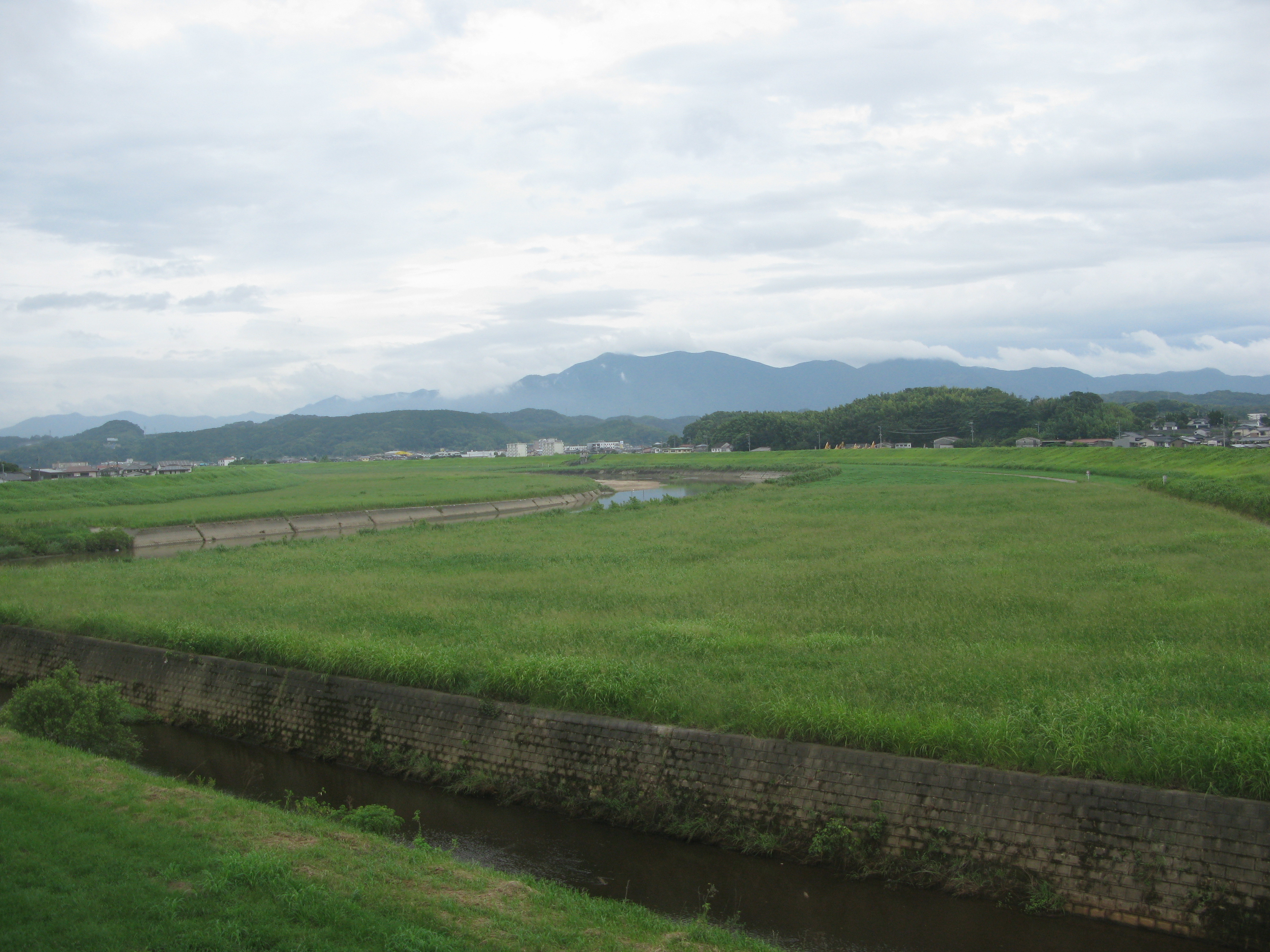
幸袋地域（現在は飯塚市の一部）の遠賀川。「この川のゆるやかな土堤は草に蔽われ、牛などが放牧してあって大そう牧歌的で、川すじなどという気分は感じられなかった。早春には、Hの妻と妹とがこの川の横で芹を摘み、つくしを採った」（「暗い活字」）。
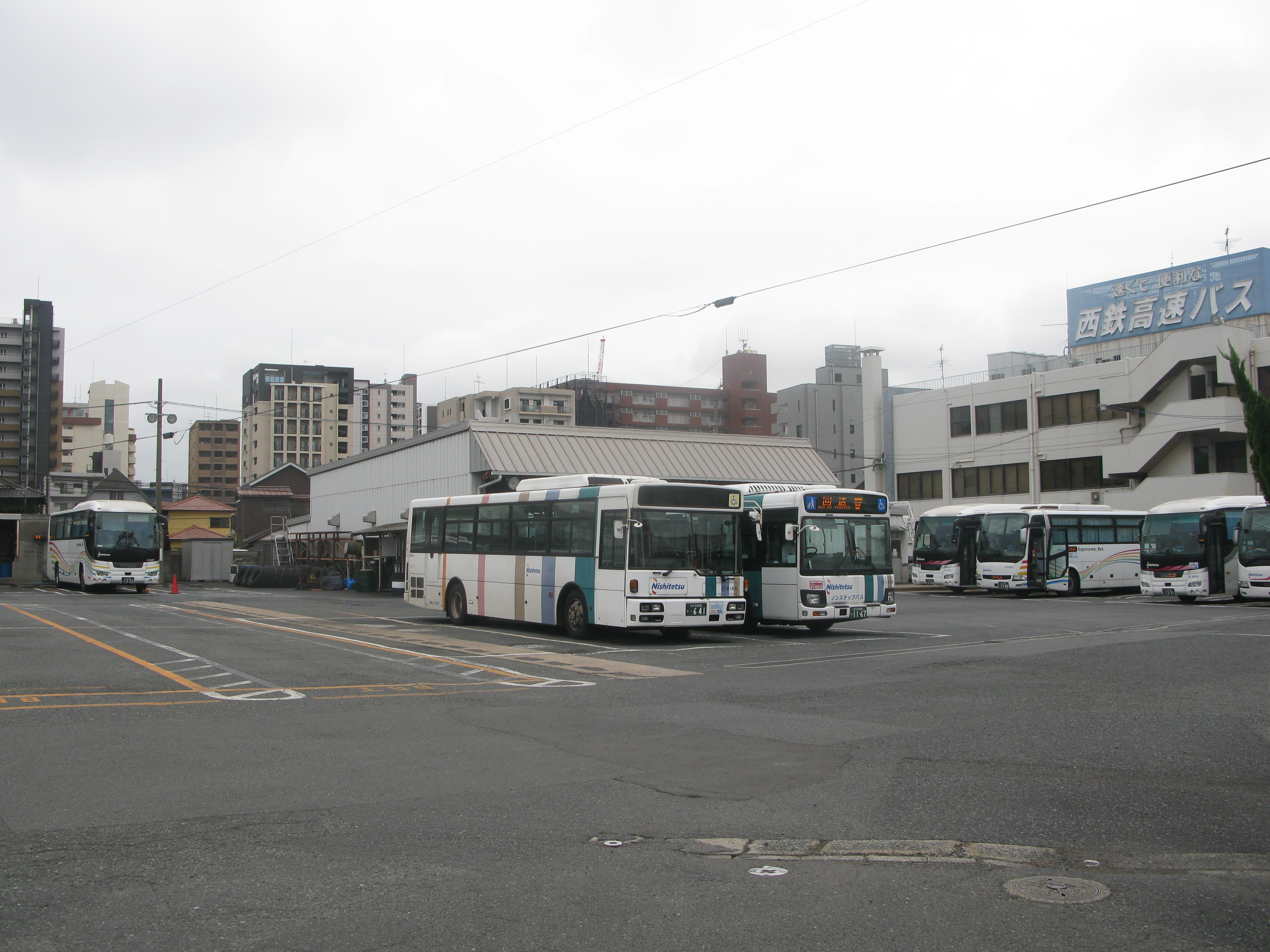
「小倉の東外れの砂津という所にある新聞社（当時の朝日新聞西部本社を指す）を訪れた。それはやっと完成したばかりの新社屋で、円形の建物のうしろに方形の工場が連結しているクリーム色の、なかなか洒落た建物だった」（「山路」）。跡地は西鉄バス砂津バスセンターとなっている。
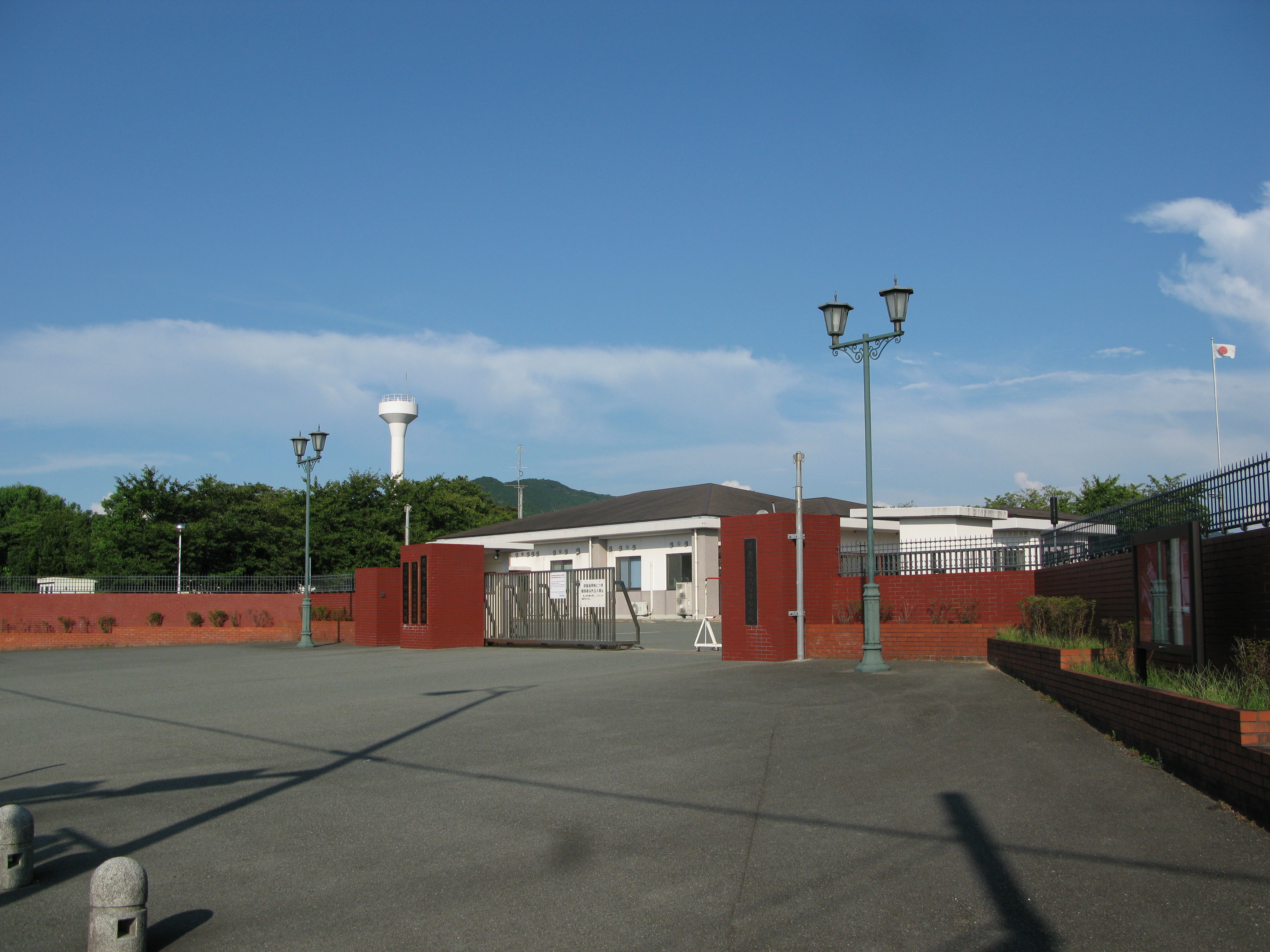
「そのときの召集は久留米だったが、令状通り三カ月の教育期間で一応解除になった。ところが、この兵隊生活は私に思わぬことを発見させた」（「紙の塵」）。清張が陸軍衛生二等兵として軍務に服した第56師団歩兵第148連隊の所在した、現在の久留米駐屯地。
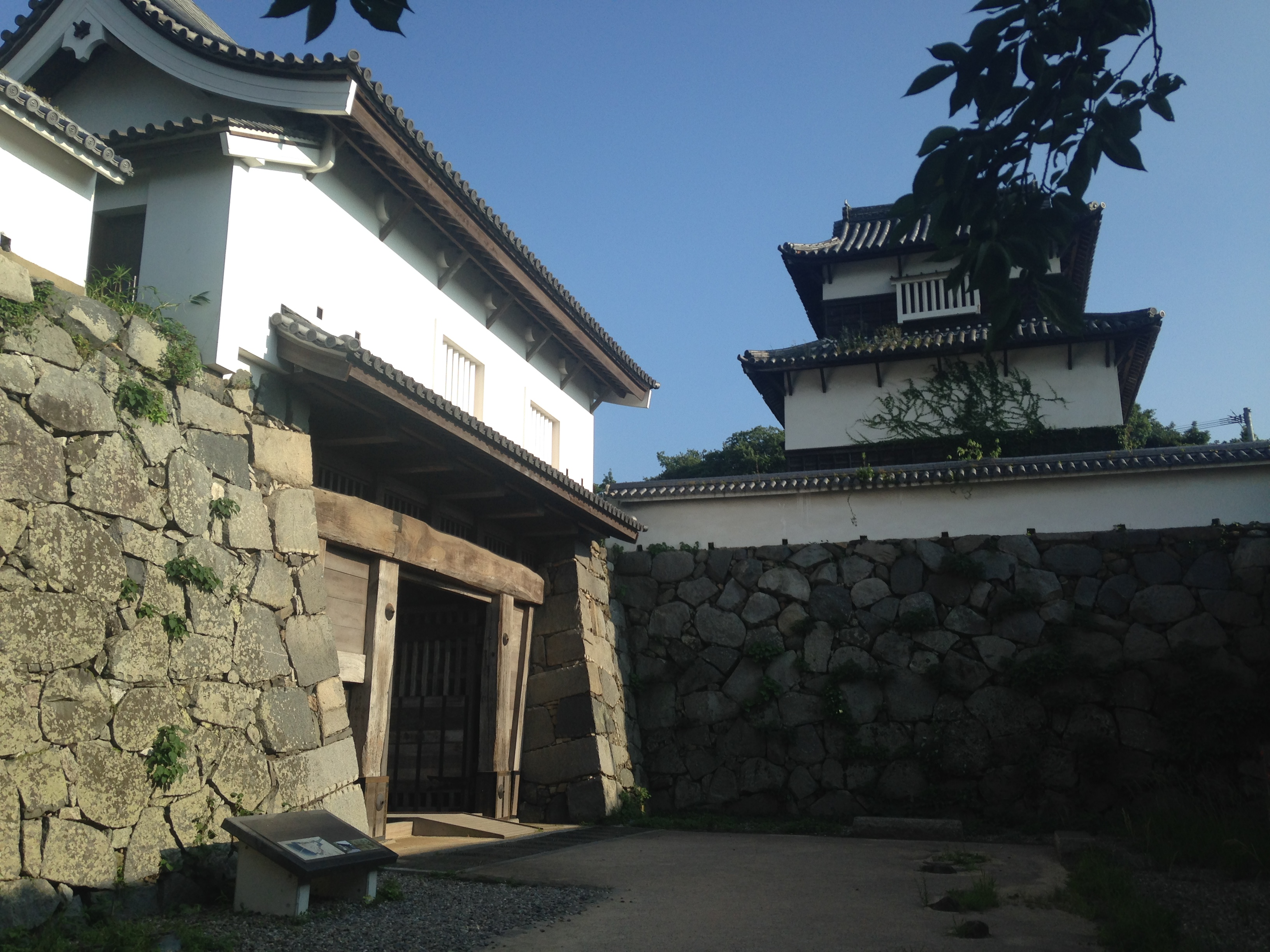
「左手に昔のままに黒塗りの城門がある。私があとも見ずに石垣を曲がりかけると、背後から父が私の名を大きく一声呼んだ」（「朝鮮での風景」）。
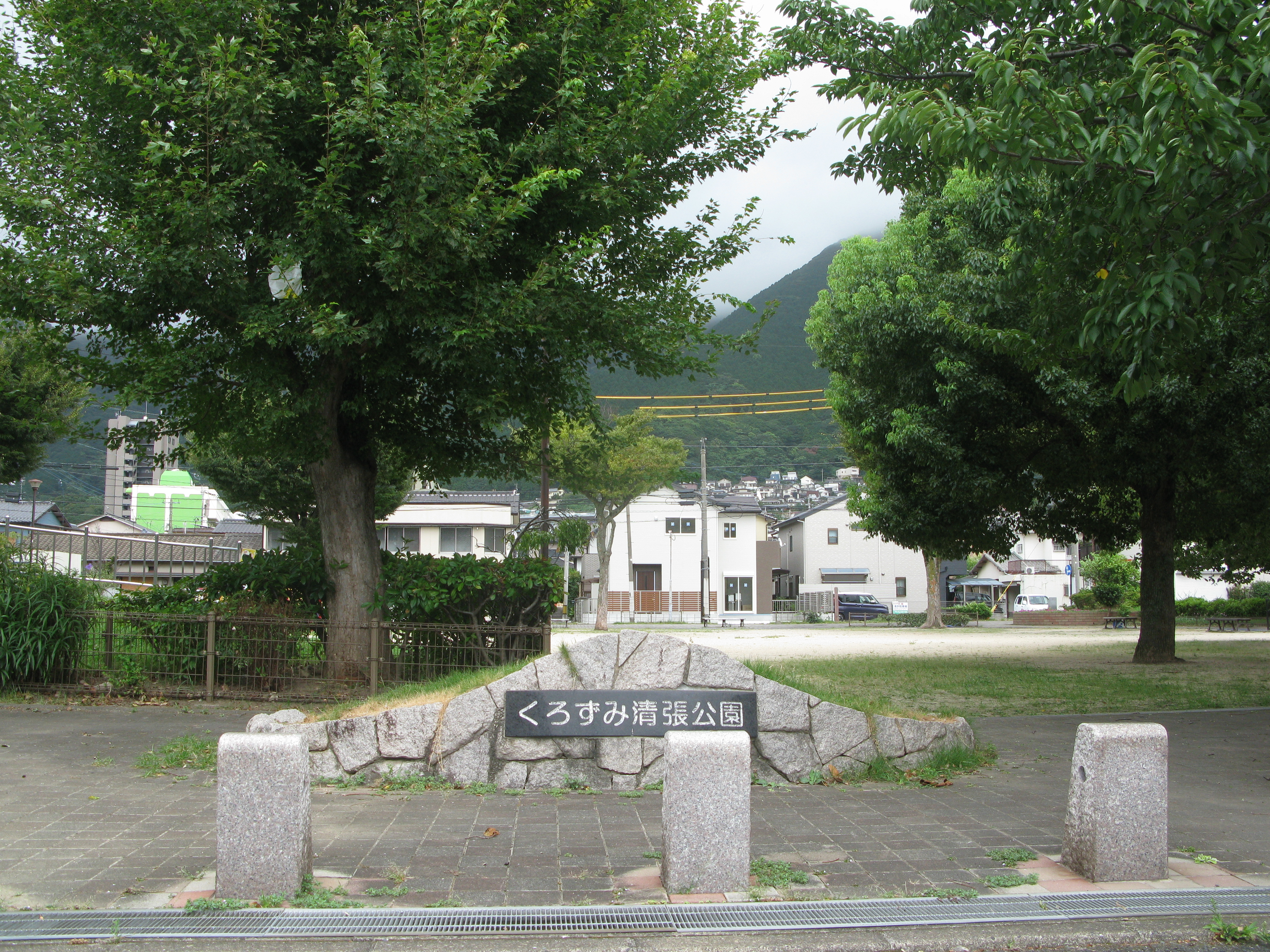
「黒原にある兵器廠の職工住宅が、いま大ぶん空いている。あそこだったら貸してくれるかもしれないよ」（「鵲」）。黒原営団が所在した現在の黒住町には、1945年から1953年まで清張が住んでいたことを記念した、くろずみ清張公園が整備されている。
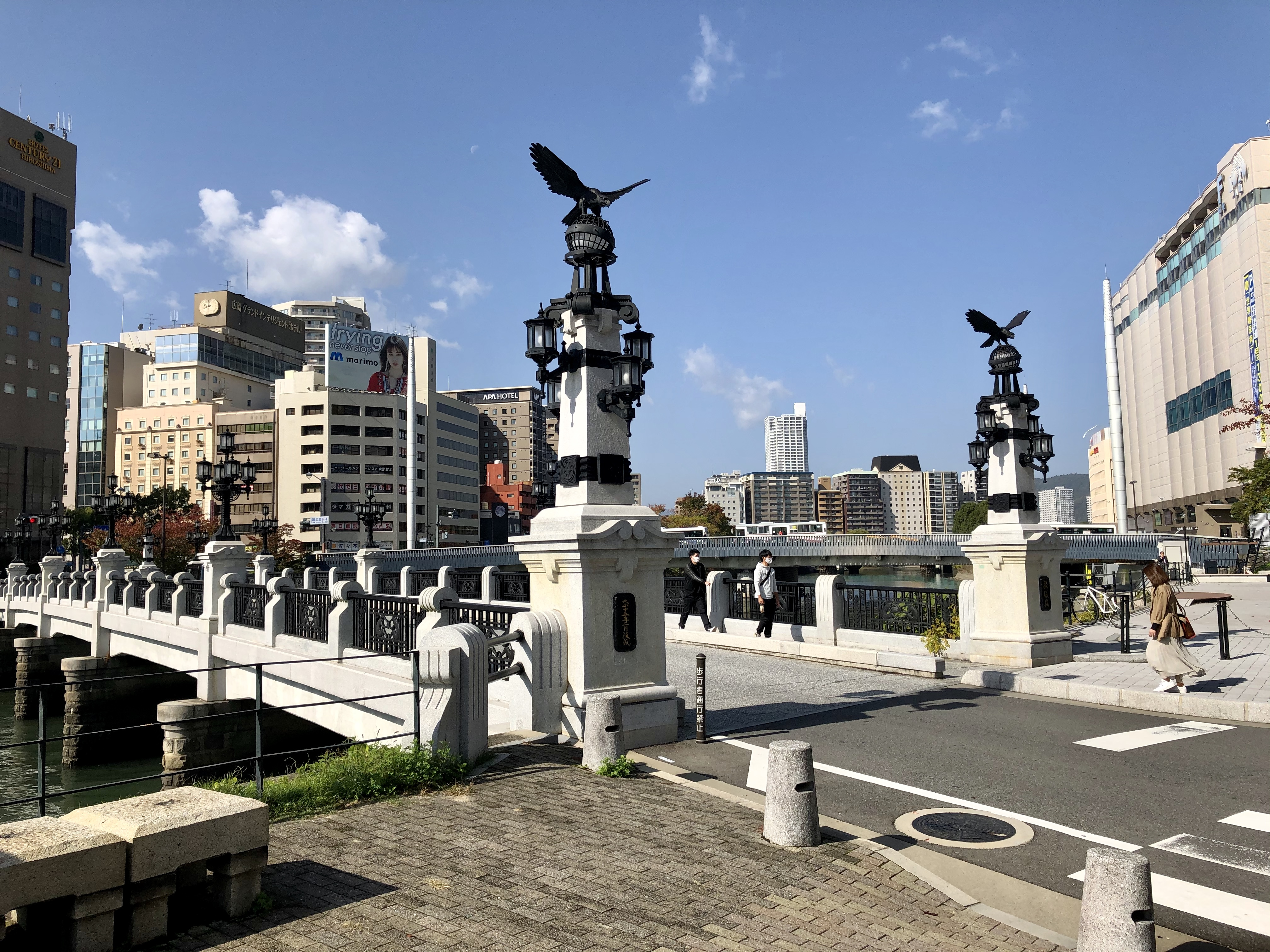
「駅の前で訊くと、荒物の問屋は猿猴橋を渡って一丁ばかり行ったところにあるという。猿猴橋は懐しい名前だった。母の妹が行方知れずになったのはこの橋の上である」（「焚火と山の町」）
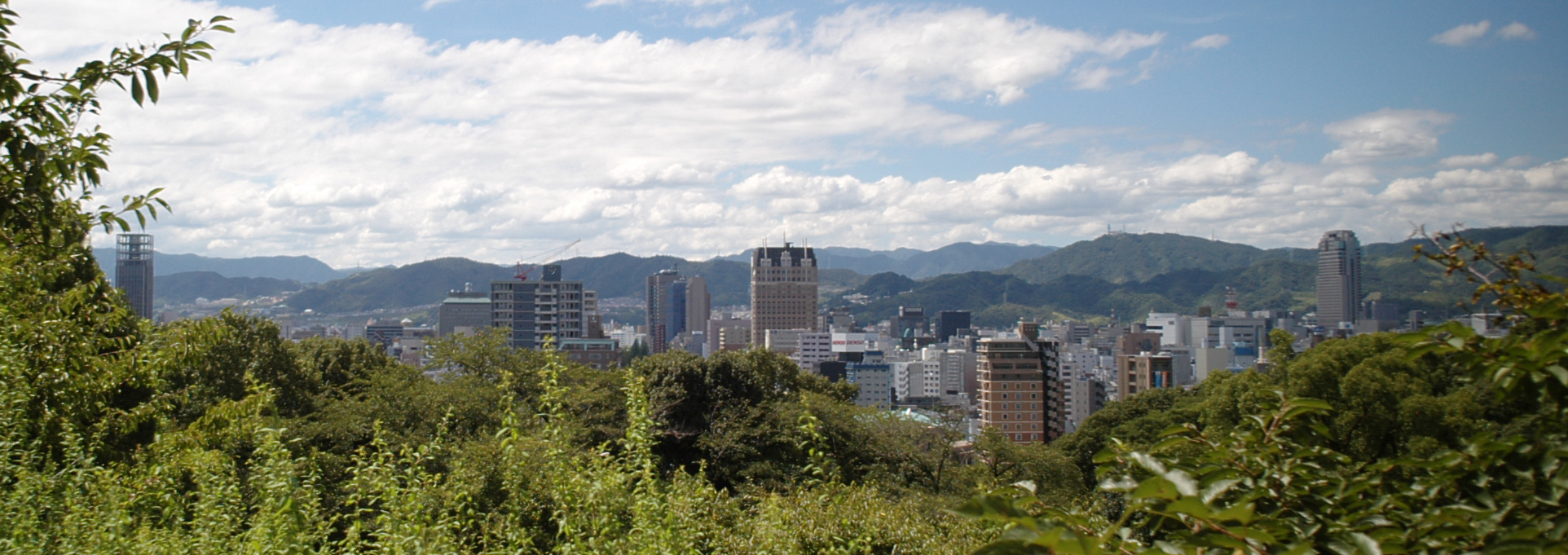
「比治山に登ると広島の市街はきれいに焼けているが、丘の反対の宇品方面は古い家がほとんど残っていた。そんな家が残っているだけに、広島市内の焼け跡には悲惨な実感があった」（「焚火と山の町」）
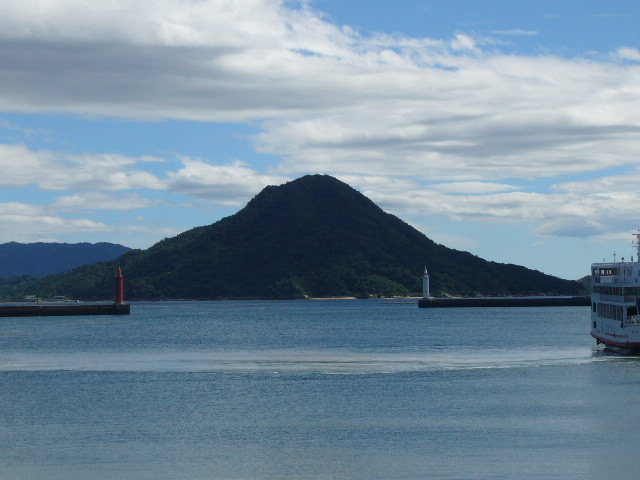
「電車に乗って宇品に行ったり、比治山に登ったりして時間を消した。宇品の沖の似島に朝陽が染まるのを見るのがいつもであった」（「焚火と山の町」）

## 文学碑
1996年、下関市のみもすそ川公園に、本作の一節を刻んだ文学碑が竣工した。中央に開いた穴から海峡側をのぞくと、関門海峡を挟んだ対岸にある和布刈神社（『時間の習俗』の舞台）を望むことができ、山側をのぞくと、幼年期の清張が住んでいた家の付近を見る趣向となっている。両面に刻まれた文章は異なっており、この趣向に合った箇所が引用されているが、共に作中「父の故郷」からの引用である。

## 評論
哲学者・評論家の鶴見俊輔は、松本清張作品のなかで本作を「もっとも好きな作品」と述べ、「彼がひとたび推理小説という様式をえらんで書きはじめた時、それまで作家修行の一部として決して意識したことのない四十年間の体験が、頼りがいのある巨大な援兵として次から次へと彼のかたわらにあらわれた」と述べている。
日本文学研究者の樫原修は、「『半生の記』の心理表現は、清張が愛読したという菊池寛、及び清張自身の諸作品と同様に、大変明快であるが、それは現実が明快だったからではなく、作家が一つの意味付けを選択し、それによって事態を説明しているからなのである。『半生の記』の書き手は作家松本清張であり、あの不遇な半生を生きた松本清張（きよはる）ではないという自明の理を確認しておかねばならない」とした上で「清張（きよはる）と清張を分け、『半生の記』を特徴づけるものは、彼が生活の中で鍛えられた結果得た、徹底した感傷性の排除であろう」と評している。
文芸評論家の高橋敏夫は「（本作では）「ふるさと」小倉への望郷の思いは語られない」「にもかかわらず、『半生の記』に「故郷」への思い、望郷や懐郷が充満しているように感じられるのは、ここに「父の故郷」から「母の故郷」までが書きこまれ、まるで父や母の思いを息子である清張（きよはる）がなぞり、帰郷という行為を代行しているからである」「望郷と帰郷の代行は、だから、父と母の苦難の無言の代行でもあった」と述べている。